# Letter to Brezhnev
Letter to Brezhnev is een romantische film van Chris Bernard met een scenario van Frank Clarke uit 1985. De prent was een lowbudgetproductie van 300.000 pond sterling en werd in drie weken in het centrum van Liverpool opgenomen. Het scenario werd in twee weken geschreven door Frank Clarke, wiens zuster Margi de rol van Teresa op zich nam. De film betekende de doorbraak van de Spaanse acteur Alfred Molina. Letter to Brezhnev leverde Alexandra Pigg een nominatie voor een BAFTA op en won de Grand Prix op het Quimper New Wave Festival. Regisseur Chris Bernard kreeg tevens een eervolle vermelding bij de OCIC Award op het Filmfestival van Venetië.
Deze liefdesgeschiedenis schetst een beeld van het leven in Noord-Engeland in de vroege jaren tachtig; de meeste personages spreken Scouse. De buitenopnamen zijn hoofdzakelijk in Liverpool geconcentreerd; het Shaftesbury Hotel is inmiddels afgebroken. Bij het nummer Hit that perfect beat van Bronski Beat, dat in de film te horen is, werd een videoclip gemaakt waarin scènes uit de film verwerkt werden.

## Verhaal
Een schip arriveert in Liverpool aan het begin van de jaren tachtig. Aan de reling staan twee Russen, Pjotr en Sergei. Het is avond; de arbeidsters van een kippenvleesfabriek in Kirkby trekken huiswaarts. Onder hen bevindt zich Teresa King.
De vriendinnen Elaine en Tracy nemen een bus naar een café in Kirkby. Elaine is tweeëntwintig, werkloos en op zoek naar romantiek. In het café stoten ze op Teresa, die net van haar werk teruggekeerd is. Tracy is kwaad omdat haar vriend haar met een ander meisje bedriegt. Teresa en Tracy kunnen niet goed met elkaar opschieten. Tracy’s vriend komt binnen, ruziet met Tracy en gooit een glas bier in haar gezicht. Elaine is het saaie leven in Kirkby beu; ze stelt Teresa voor, een avondje in Liverpool te gaan stappen. Het probleem is dat ze allebei maar weinig geld hebben. Na wat twijfelen besluiten de twee het erop te wagen en een taxi naar de stad te nemen.
In de taxi roken ze marihuana; de taxichauffeur krijgt dit in de gaten, maar in plaats van dat hij hen eruit gooit, vraagt hij om zelf een joint te mogen roken. Teresa en Elaine gaan naar een ander etablissement, waar ze twee zuiderse mannen ontmoeten. Een van hen heet Dimitri en is een Cyprioot; hij vraagt Teresa ten dans. Tijdens de dans ontfutselt ze zijn portefeuille en gebaart naar Elaine dat ze het café onmiddellijk moeten verlaten.
De Cyprioot heeft in de gaten dat hij bestolen werd en achtervolgt Elaine en Teresa door een tunnel. Ze stelen zijn auto en trekken naar The State, een discotheek. In het toilet verandert Teresa van kleding. De twee mannen die hen achternazaten, komen bij de discotheek aan maar worden er door de bewakers uit gegooid.
Elaine voelt zich ongemakkelijk bij het idee dat ze hun avondje met gestolen geld financieren, maar Teresa heeft geen wroeging. In de discotheek wordt gedanst op Hit that perfect beat van Bronski Beat. Tijdens dit nummer bemerkt Elaine de twee Russen en voelt zich meteen tot Pjotr aangetrokken. Pjotr en Sergei vergezellen de twee vrouwen; alleen Pjotr spreekt redelijk goed Engels. Hij verklaart dat hij uit een dorp aan de Zwarte Zee komt en dat ze op een public relationscampagne zijn ter verbetering van de betrekkingen tussen de Sovjet-Unie en het Westen.
Door een misverstand denken de beide Russen dat de vrouwen naar huis gegaan zijn wanneer ze in werkelijkheid naar het toilet gingen. Teresa en Elaine kunnen de Russen nog net bijbenen wanneer ze hen op een bus zien stappen.
Tijdens een nachtelijke wandeling door Liverpool praten Elaine en Peter (zoals ze hem noemt) over de misleidende voorstellingen van de Sovjet-Unie in de westerse media en vice versa. Peter toont Elaine een ster aan de hemel, die hem overal ter wereld aan Rusland herinnert. Teresa en Elaine trekken met de Russen naar een chip shop voor wat fish and chips. Daar beledigt een andere gast de Russen, en de ijzersterke Sergei gooit hem tegen de muur. Elaine is op Peter verliefd geworden, Teresa heeft daarentegen vooral zin in seks. Elaine praat op Teresa in om voor een overnachting in een hotel te betalen.
In het Shaftesbury Hotel heeft Teresa spijt van het feit dat ze zo veel geld voor een hotelkamer heeft neergeteld, ook al was het gestolen geld. Ze vindt dat het eigenlijk de mannen zouden moeten zijn die voor hen betalen, maar daar heeft Elaine dan weer problemen mee: „Wij zijn toch geen prostituees?”
De hele nacht lang heeft Teresa uitbundige seks met Sergei. In de kamer daarnaast bevinden zich Elaine en Peter, maar zij praten alleen maar. Peter zegt dat zijn ster hem voortaan steeds aan Elaine zal herinneren; Elaine is enigszins sceptisch, want voor hetzelfde geld is dit slechts een versiertruc die hij aan talloze vrouwen heeft verteld.
’s Anderendaags hebben de Russen nog tot vier uur de tijd vooraleer ze weer aan boord van het schip moeten zijn. Pjotr vraagt Elaine om een rondleiding van Liverpool, en ze neemt hem mee op de veerboot over de Mersey. Teresa en Sergei besluiten daarentegen nog wat in het hotel te blijven voor verdere seks.
Wanneer Sergei en Pjotr moeten vertrekken, doet Pjotr Elaine een huwelijksaanzoek en zweert dat ze elkaar ooit weer zullen weerzien. Hij geeft haar een gouden ketting bij wijze van verlovingsring. Elaine staat smachtend achter de afsluiting van de haven en droomt die nacht dat ze bij Peter op het schip is en de liefde met hem bedrijft.
In de daaropvolgende weken neemt Teresa Elaine mee naar feestjes, maar Elaine heeft geen zin in ontmoetingen voor vrijblijvende seks; ze kan alleen aan Peter denken. Ze heeft contact met de Britse ambassade opgenomen, maar die is niet in haar geïnteresseerd. Dan stelt Teresa haar voor, rechtstreeks de Russische president, Leonid Brezjnev, aan te schrijven. In een openhartige brief aan Brezjnev schrijft Elaine dat ze zonder Peter niet kan leven.
In het Kremlin leest Brezjnev Elaines brief en besluit een antwoord aan zijn secretaresse te dicteren. Hij stuurt haar een vliegtuigticket naar Moskou. Het komt tot een breuk tussen Elaine en haar oude vriendin Tracy, die zich laatdunkend over de Russen uitlaat.
Elaines ouders zijn radicaal gekant tegen haar plannen om naar de Sovjet-Unie te trekken. Het verhaal wordt door de media opgepikt, en Elaine komt op de voorpagina van de krant te staan. Wanneer Elaine, Teresa en Elaines zus Josie door Kirkby wandelen, worden ze door een journalist aangehouden die Elaine nieuwsgierige vragen over haar politieke overtuigingen stelt.
Elaine wordt ontboden op het Britse Ministerie van Buitenlandse Zaken. Een man die in Rusland heeft gewoond en Russisch spreekt, beweert dat hij haar eerst alles over het leven in Rusland moet vertellen, opdat ze een goed onderbouwde keuze kan maken. Hij zegt dat westerlingen in de Sovjet-Unie geminacht en uitgesloten worden, en dat ze niet meer zal kunnen terugkeren zodra ze het formulier ondertekend heeft dat haar recht op de Russische nationaliteit verleent. Daarenboven moedigt men in het Verenigd Koninkrijk het individualisme onder de burgers aan, terwijl het regime in Rusland veel autoritairder is. Wanneer Elaine desalniettemin vastberaden blijft naar Rusland te verhuizen, toont de man haar een foto van Pjotr met zijn vrouw.
Allen zijn ertegen dat Elaine naar Rusland trekt, behalve Teresa. Zij wil het verhaal van het ministerie niet geloven en moedigt Elaine aan, gewoonweg naar de Sovjet-Unie te gaan en zelf vast te stellen of Peter al dan niet gehuwd is. Ook Elaines ouders hebben ingebonden en laten haar ten langen leste naar de luchthaven vertrekken. In de gang op weg naar het vliegtuig voeren Elaine en Teresa een intiem gesprek. Teresa zegt dat zij ogenschijnlijk de avontuurlijke is, maar angst heeft voor de wereld buiten Liverpool; in werkelijkheid is Elaine de dappere van de twee, omdat ze er niet voor terugschrikt, een sprong in het onbekende te wagen. Wanneer Elaine op weg naar het vliegtuig is, fluistert Teresa op een afstand, zodat Elaine het niet meer hoort: „Girl, oh God — I love him”. Teresa was zelf op Peter verliefd.

## Rolverdeling
| Acteur          | Personage                                     |
| --------------- | --------------------------------------------- |
| Peter Firth     | Peter/Pjotr                                   |
| Alexandra Pigg  | Elaine                                        |
| Alfred Molina   | Sergei                                        |
| Margi Clarke    | Teresa                                        |
| Neil Cunningham | man van het Ministerie van Buitenlandse Zaken |
| Tracey Lea      | Tracy                                         |
| Eileen Walsh    | moeder van Elaine                             |
| Joey Kaye       | vader van Elaine                              |
| Angela Clarke   | Josie                                         |
| Sid Newman      | Dimitri                                       |
| Ken Campbell    | journalist                                    |
| Iggy Navaro     | Russisch president                            |